# Manuel Viola
Pour les articles homonymes, voir Viola.
Manuel Viola, né José Viola Gamon le 18 mai 1916 à San Pablo, près de Saragosse et mort le 8 mars 1987 à San Lorenzo de El Escorial, est un poète et un peintre espagnol.

## Biographie
José Viola Gamon fait des études à Barcelone.
En 1936, dès le début de la guerre d'Espagne, il s'engage comme commissaire politique aux armées du Parti ouvrier d'unification marxiste (POUM).
Après avoir déserté la Légion étrangère, il trouve refuge en France, d'abord chez Benjamin Péret, puis, après le départ de ce dernier pour le Mexique, chez Robert Rius.
Au mois de mai 1941, alors qu'il vit clandestinement à Paris, il participe à la fondation de la revue surréaliste La Main à plume à laquelle il donnera à chaque publication des poèmes signés « J. V. Manuel » et des dessins.
Dans la série des « Pages libres » de la revue, il publie un synopsis pour un film surréaliste Celui qui n'a pas de nom avec un dessin de Joan Miró et plusieurs poèmes dans la revue Feuillets du Quatre vingt un.
Il retourne en Espagne en 1949 avec Laurence Iché (cofondatrice également de La Main à plume), se consacre uniquement à la peinture et s'oriente vers l'abstraction lyrique.
Sous le patronyme de Manuel Viola, il s'impose comme l'un des artistes les plus importants de la jeune école espagnole.
Membre du groupe El Paso, il est présent dans les plus grandes collections espagnoles et dans de nombreux musées étrangers.